# Xenopirostris polleni
Xenopirostris polleni là một loài chim trong họ Vangidae.